# ألياف شاربي
ألياف شاربي (بالإنجليزية: Sharpey's fibres)‏ أو (perforating fibres أو bone fibres) هي مَصفُوْفَة من النسيج الضام تتألف من حزم قوية في الغالب من النوع الأول (I) من ألياف الكولاجين التي تربط السمحاق (بالإنجليزية: Periosteum)‏ إلى العظام. ألياف شاربي هي جزء من الطبقة الليفية الخارجية للسمحاق، وهي تدخل في الصفاحة (بالإنجليزية: Lamella)‏ المحيطية والبينيّة للنسيج العظمي.

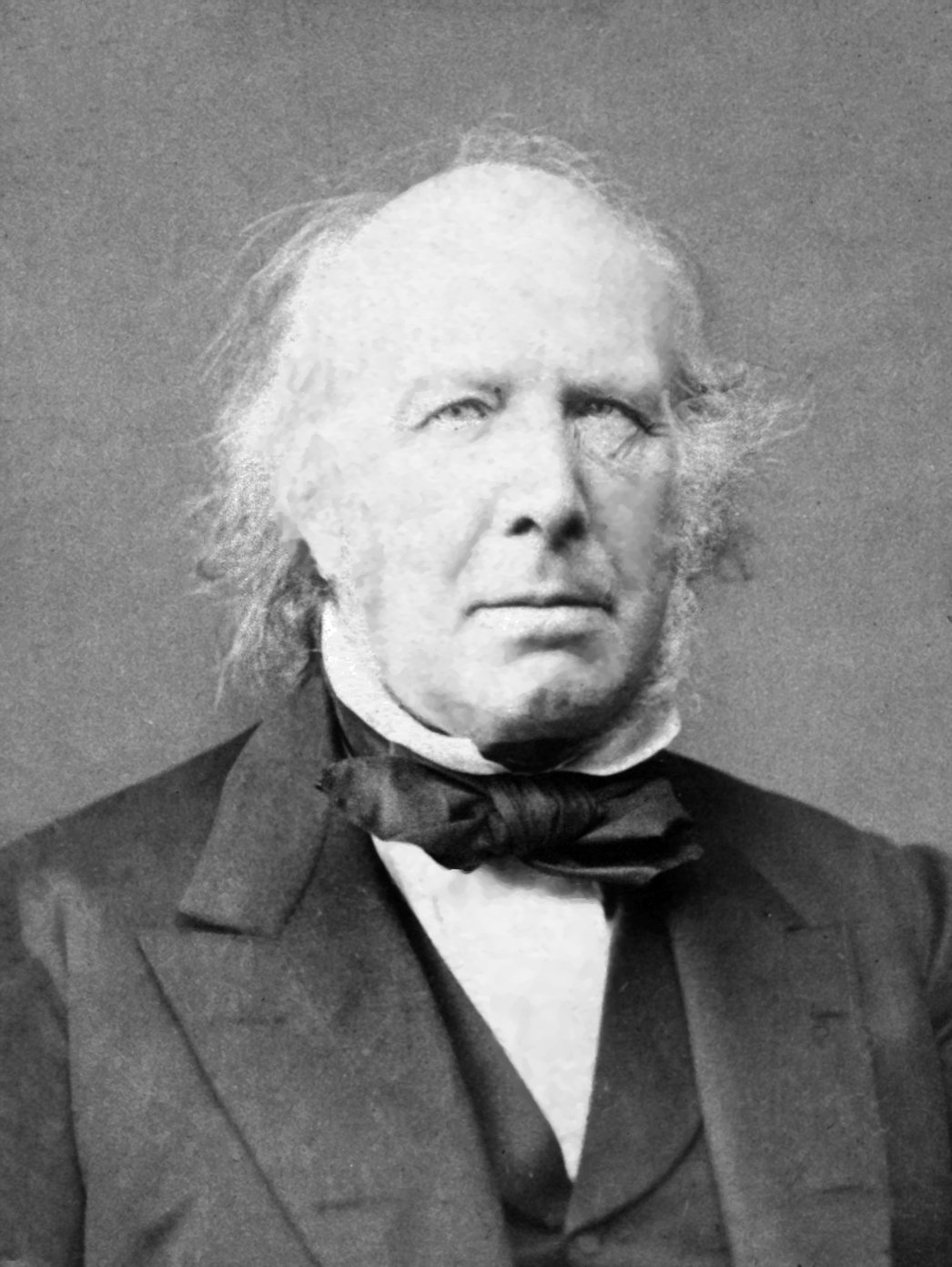
وليام شاربي.

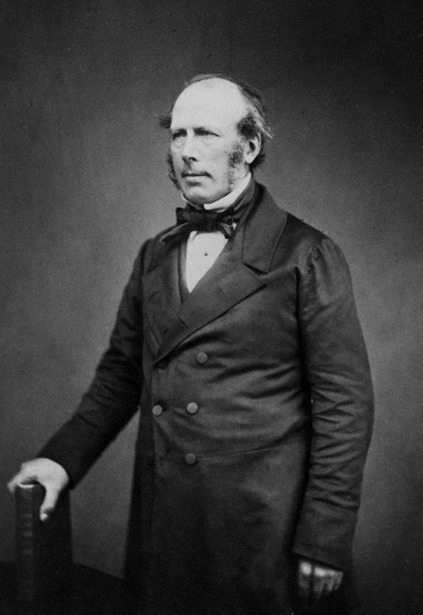
وليام شاربي عام 1855.

وصف تلك الألياف عالم التشريح الاسكتلندي وليام شاربي (1802-1880) في عام 1846.

## ارفاق العضلات
تعمل ألياف شاربي أيضا على إرفاق العضلات إلى سمحاق العظام عن طريق الدمج مع ألياف السمحاق والعظم كذلك. وخير مثال هو مرفق عضلات الكفة المدورة إلى لوح الكتف.

## في الأسنان
ألياف شاربي في الأسنان هي النهايات الطرفية للألياف الرئيسية (في رباط دواعم السن) التي ترتكز في الملاط وفي سمحاق العظم السنخي. وتشير دراسة أجريت على الجرذان أن الهيكل ثلاثي الأبعاد لألياف شاربي تكثف الاتصال بين ألياف رباط دواعم السن والعظم السنخي (سنخ السن)، كما تعمل كوسط عازل ضد الإجهاد. ألياف شاربي في الملاط الأوّلي عديم الخلايا تكون متمعدنة تماما. أما في الملاط الخلوي وفي العظام فتتمعدن فقط جزئيا في محيطهم.

## في الجمجمة
تتمثل المهمة الرئيسية لألياف شاربي بربط العظام في الجمجمة بإحكام ولكن بطريقة تسمح بالحركة. يكثر عدد ألياف شاربي في المناطق التي يخضع فيها العظم لأكبر قوى الانفصال.

## في العمود الفقري
في العمود الفقري، هناك ألياف مماثلة تربط كل قرص بين الفقرات إلى الفقرة المجاورة له. ويرافق كل ليف منهم شُرَين واحد، ومن الألياف العصبية واحد أو أكثر.

## معرض الصور
- A. تاج السن (المينا)
B. جذور الأسنان (ملاط)
C. عظم الفك (السنخية)
D. اللثة
E. الظهارية المخاطية (الغشاء المخاطي)
G. الثلم اللثوي
H. الرباط الدائري
I J K. الرباط (ألياف شاربي)

A. تاج السن (المينا) B. جذور الأسنان (ملاط) C. عظم الفك (السنخية) D. اللثة E. الظهارية المخاطية (الغشاء المخاطي) G. الثلم اللثوي H. الرباط الدائري I J K. الرباط (ألياف شاربي)
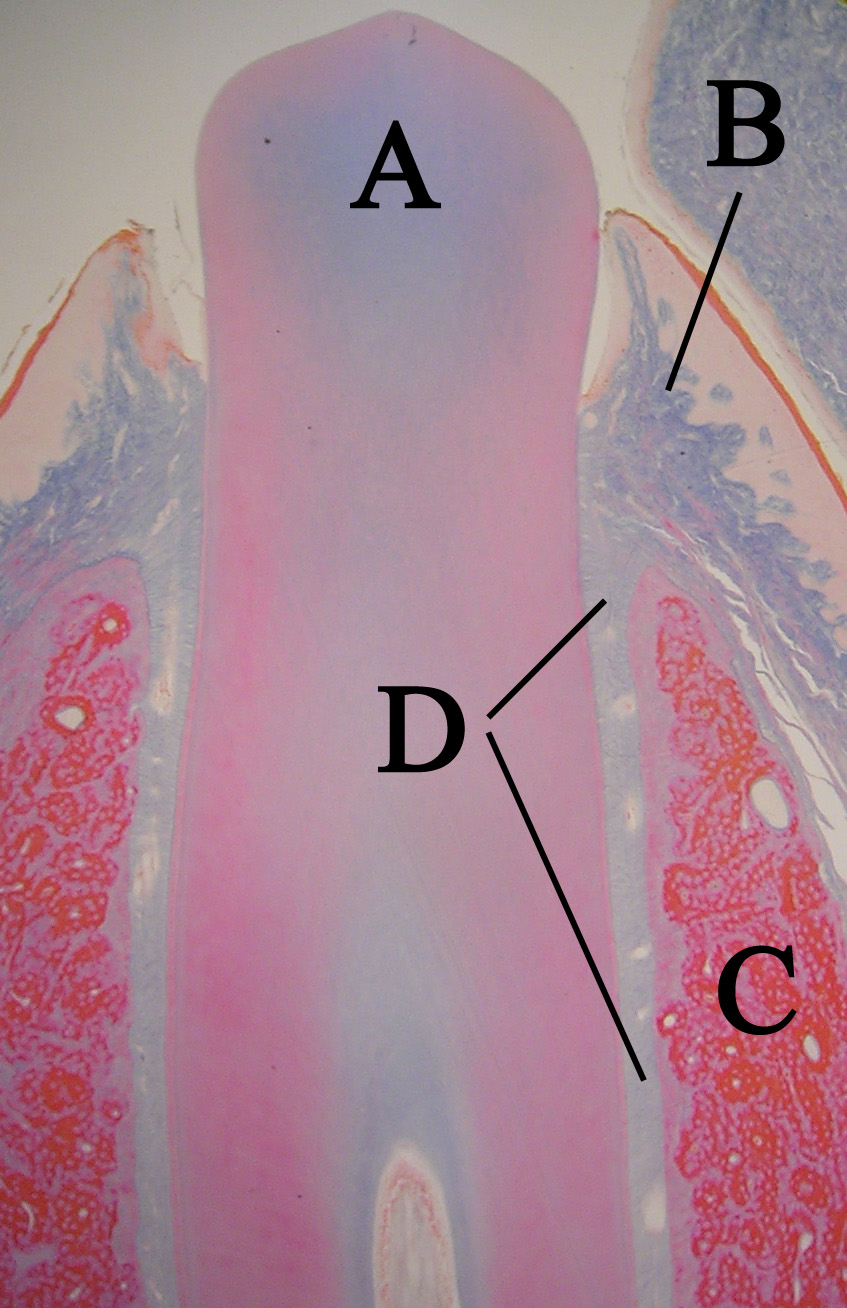
A. ضرس B. لثة C. عظم D. رباط اللثة
مقطع مستعرض في السن البشري: 1.السنّ 2.المينا 3.العاج 4.لب الأسنان 5.اللب التاجي 6.جذر اللب 7.الملاط 8.تاج 9.شرفة 10.الثلم 11.عنق 12.الجذر 13.منفرق 14.قمة الجذر 15.الثقبة القمّية 16.الثلم اللثوي 17.دواعم الأسنان 18.اللثة 19.اللثة بين الاسنان 20.اللثة هامشية 21.السنخية 22.رباط اللثة 23.الناتئ السنخي 24.الأوعية والأعصاب 25.السن 26.اللثة 27.السنخية من خلال قناة